# Harmony (Karolina Północna)
Harmony – miasto w Stanach Zjednoczonych, w stanie Karolina Północna, w hrabstwie Iredell.